# 제레미아스 배스팅이우스
제레미아스 배스팅이우스(Jeremias Bastingius; 1551년 ~ 1595년)는 네덜란드의 개혁주의 신학자이다. 하이델베르크 요리문답의 주석을 한 것으로 유명하다.  그는 하이델베르크에서 자카리아스 우르시누스 밑에서 수학하였다.  제네바에서는 테오도르 드 베즈 아래서 수학하였다.  카스파르 올레비아누스로부터 교육을 받았다.  제롬 잔키우스 밑에서 박사학위를 받았다.

## 저서
- 하이델베르크 요리문답 주석